# Nepalella vietnamica
Nepalella vietnamica är en mångfotingart som beskrevs av Sergei I. Golovatch 1983. Nepalella vietnamica ingår i släktet Nepalella och familjen Lankasomatidae. Inga underarter finns listade i Catalogue of Life.